# Ophrys petite araignée
Ophrys sphegodes subsp. araneola, Ophrys araneola, Ophrys litigiosa, Ophrys virescens
Sous-espèce
L'Ophrys petite araignée ou Ophrys litigieux (Ophrys sphegodes subsp. araneola, synonymes Ophrys araneola, Ophrys litigiosa, Ophrys virescens), est une orchidée terrestre européenne , sous-espèce d’Ophrys sphegodes, cette plante ayant été considérée par de nombreux auteurs comme formant une espèce à part.
C'est une plante caractérisée par des feuilles vert-bleu à aspect réticulé en rosette basale, par une inflorescence de 4 à 10 petites fleurs aux sépales vert blanchâtre, aux pétales un peu plus jaune et au labelle brun rougeâtre pratiquement entier, à pilosité marginale claire et bordure généralement jaune. Le labelle présente une macule centrale gris bleu généralement en forme de H.
C'est une plante de pleine lumière à mi-ombre sur substrat calcaire des pelouses, garrigues, bois clairs. Elle est précoce (la plus précoce suivie par Orchis morio et Orchis pallens dans les collines de l'est de la France) avec une floraison début avril.
Son aire de répartition est centrée sur la France.

## Description
La plante est assez robuste, elle mesure de 15 à 30 cm de haut. Les sépales et pétales sont vert clair. Les pétales sont petits, légèrement plus sombres que les sépales. Ces derniers sont assez arrondis, bien différenciables des pétales. Le labelle est assez sombre, composé d'une macule simple centrée sur le lobe médian. Le labelle possède un appendice minuscule, à peine visible (pouvant être parfois totalement absent). Le labelle est bordé d'une marge jaune pouvant tirer sur l'orangé. Le gynostème est en forme de bec.

## Population et habitat
Ces orchidées peuvent se rencontrer en populations assez importantes (certaines stations comptent une trentaine de plantes). Elles poussent sur sols calcaires (comme beaucoup d'Ophrys), de pleine lumière à mi-ombre.

## Floraison
La tige apparaît en mars ; la floraison a lieu en avril et mai (parfois juin pour les plus tardives).

## Répartition
En France, on la trouve dans les zones méditerranéennes (elle semble bien représentée en Provence).

## Autres espèces du groupe
- Ophrys noir
- Ophrys araignée

## Galerie

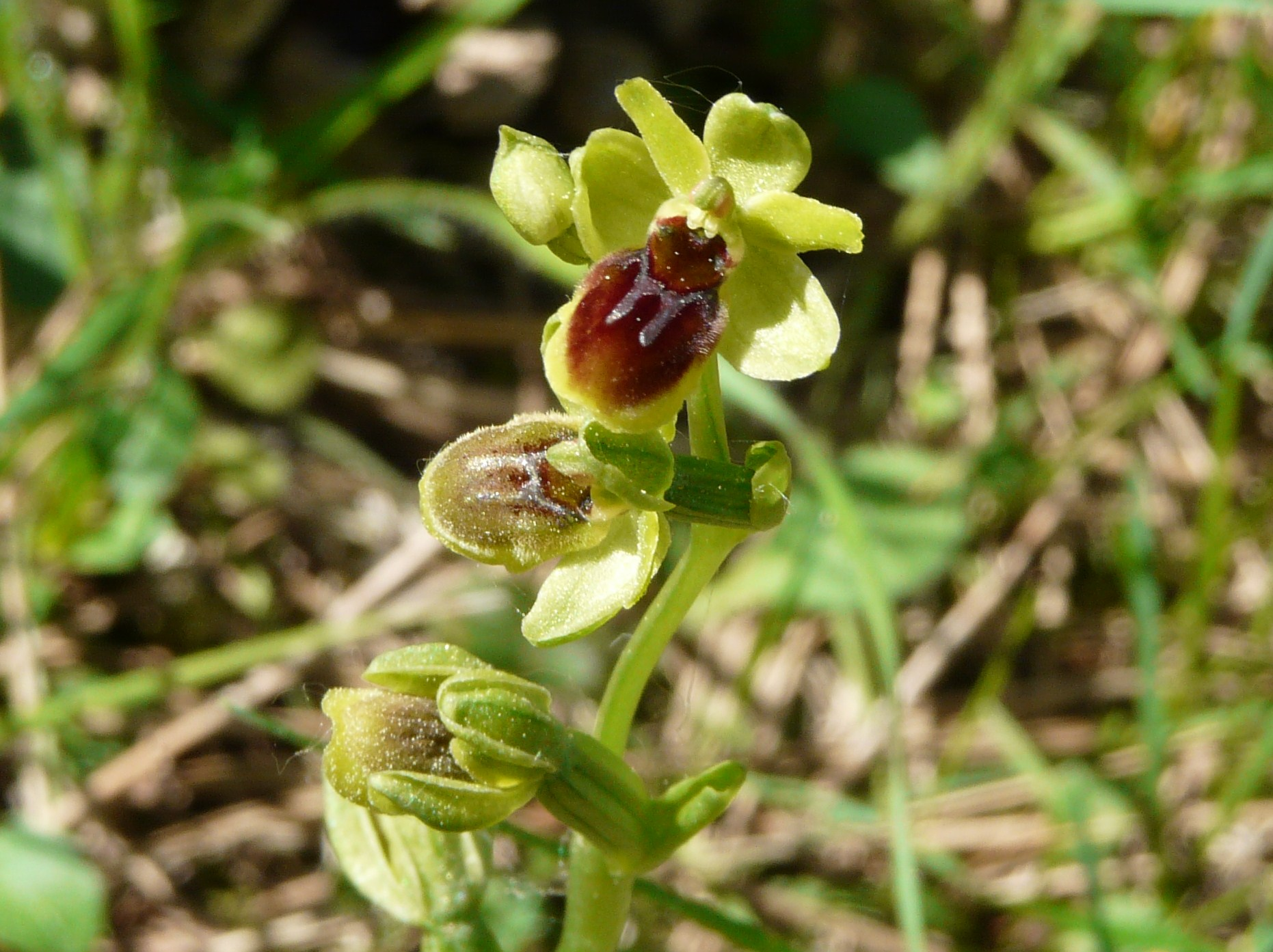
Ophrys petite araignée
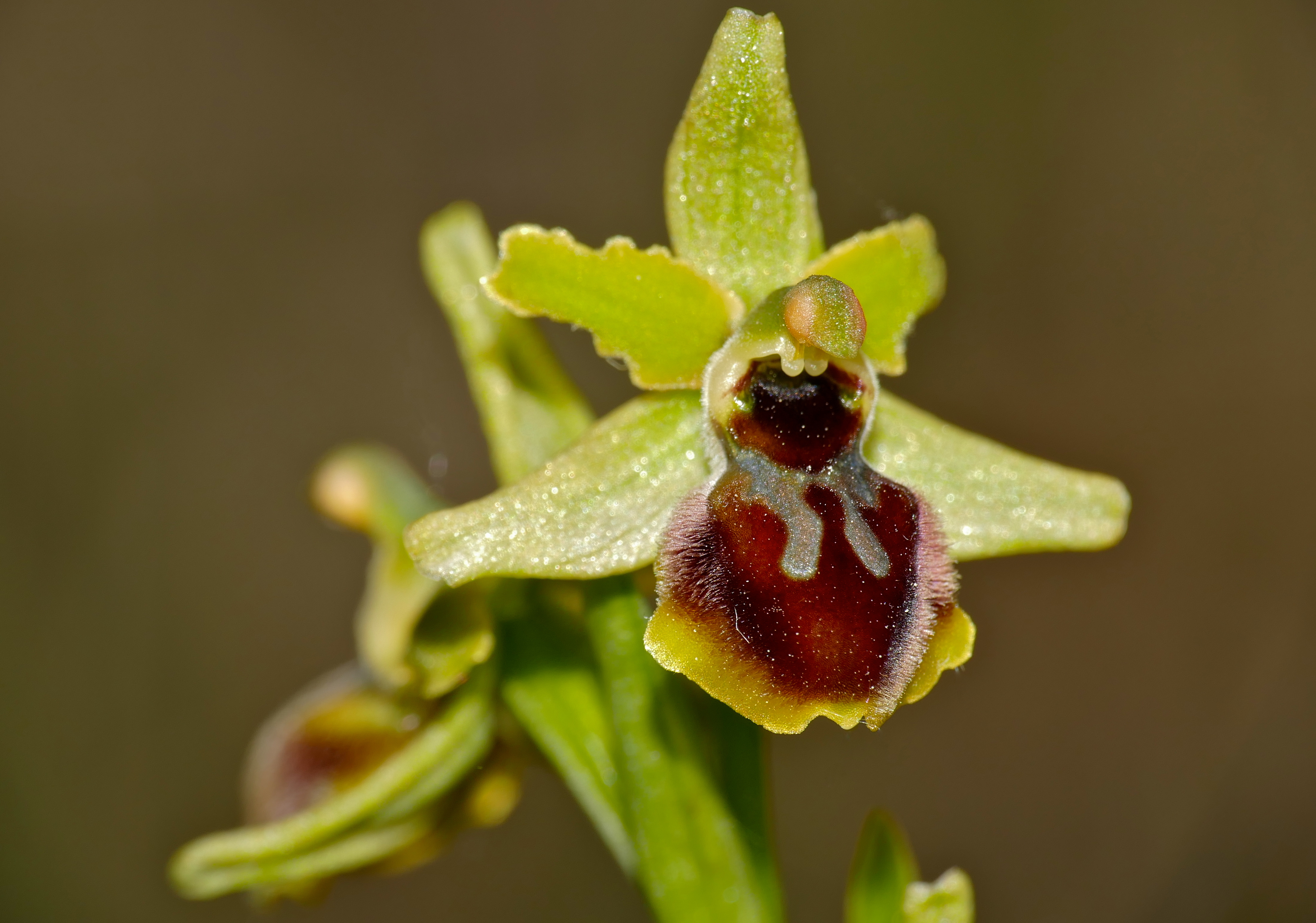
Bordure du labelle jaune
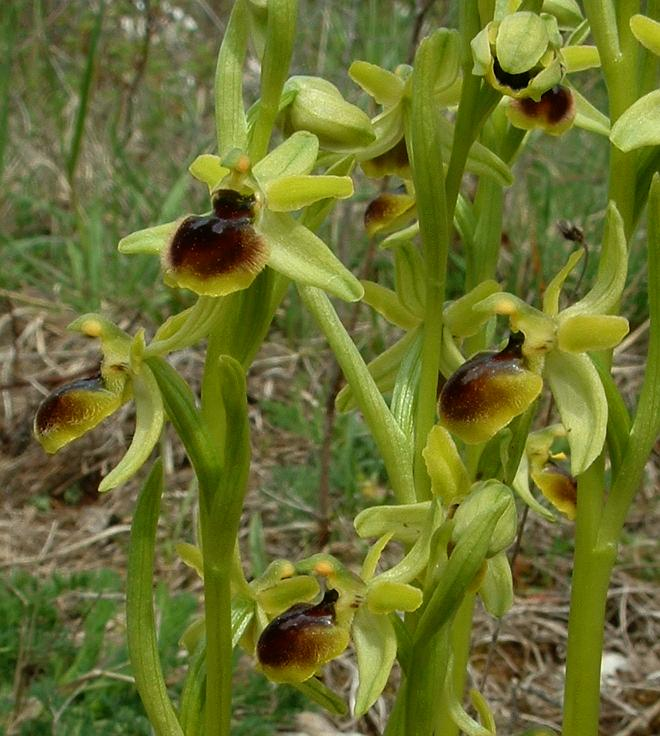
Groupe de fleurs
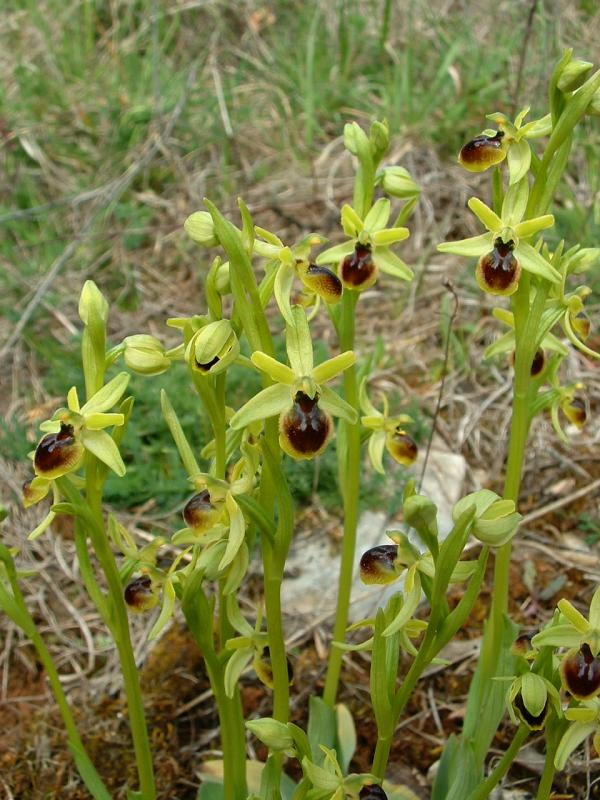
Une touffe particulièrement fournie
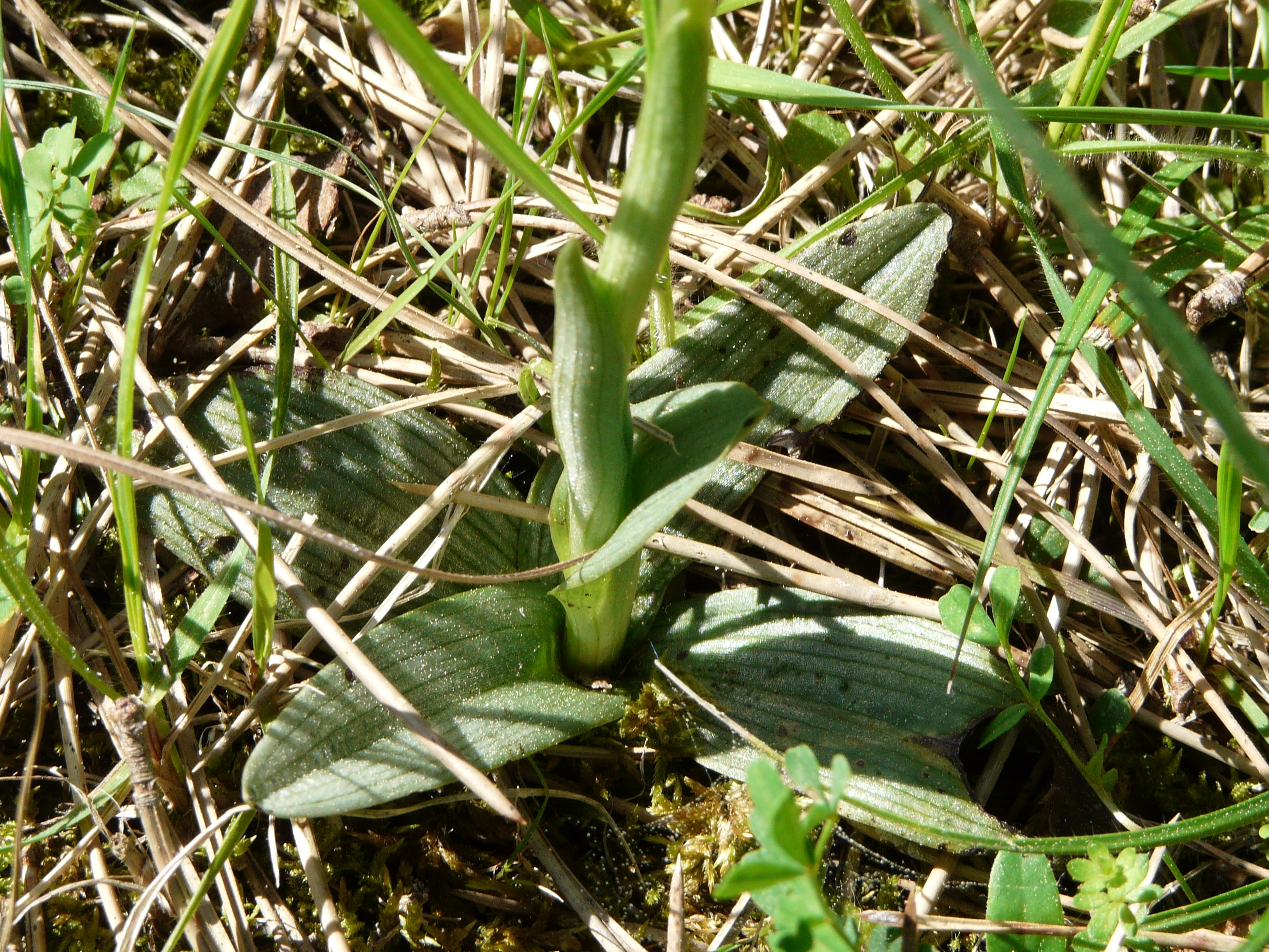
Les feuilles
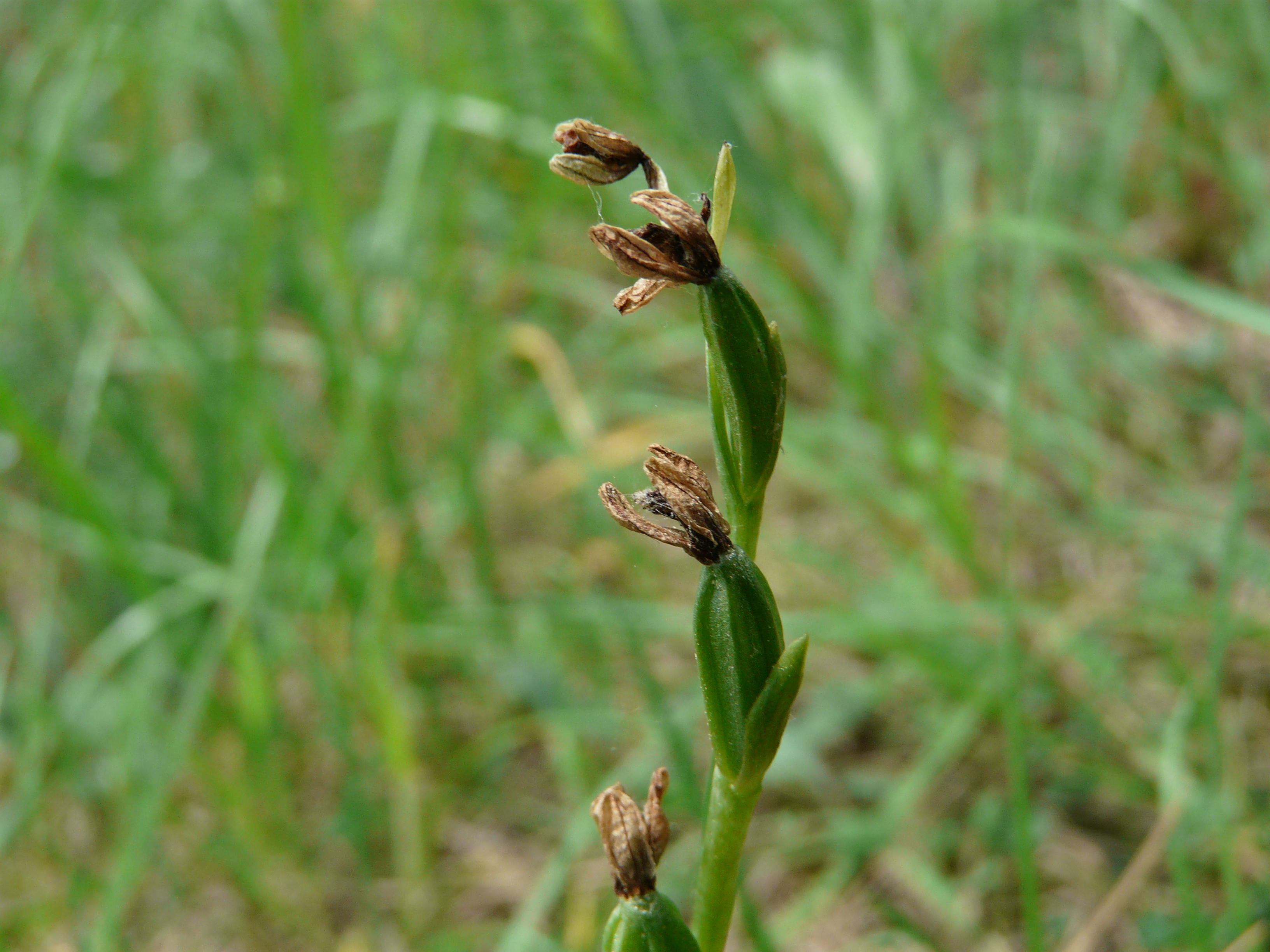
Fleurs fanées
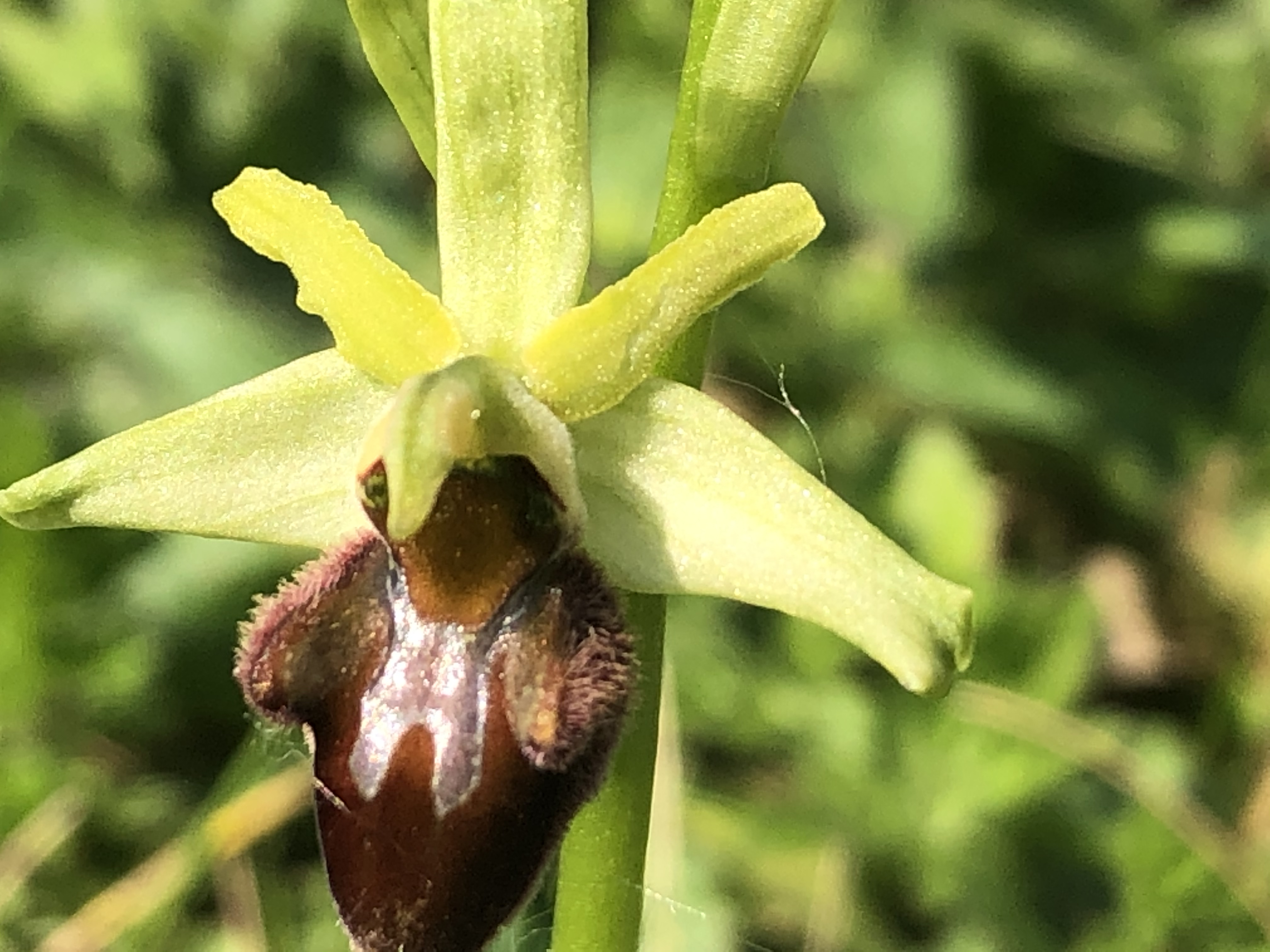
La fleur

## Synonymes

### Noms homotypiques
- Ophrys pseudospeculum var. araneola (Rchb.) Mutel, Fl. Franç. Herbor. 3: 253 (1836).
- Ophrys aranifera var. araneola (Rchb.) Rchb.f. in H.G.L.Reichenbach, Icon. Fl. Germ. Helv. 13-14: 89 (1851).
- Ophrys aranifera subsp. araneola (Rchb.) K.Richt., Pl. Eur. 1: 263 (1890).
- Ophrys sphegodes var. araneola (Rchb.) Schinz & Thell., Fl. Schweiz, ed. 3, 2: 72 (1914).
- Ophrys tommasinii subsp. araneola (Rchb.) Soó, Acta Bot. Acad. Sci. Hung. 25: 362 (1979 publ. 1980).

### Synonymes hétérotypiques
- Ophrys aranifera var. pseudospeculum Rchb.f. in H.G.L.Reichenbach, Icon. Fl. Germ. Helv. 13-14: 89 (1851), nom. illeg.
- Ophrys aranifera var. quadriloba Rchb.f. in H.G.L.Reichenbach, Icon. Fl. Germ. Helv. 13-14: 89 (1851).
- Ophrys aranifera var. tommasinii Rchb.f. in H.G.L.Reichenbach, Icon. Fl. Germ. Helv. 13-14: 178 (1851).
- Ophrys tommasinii Vis., Fl. Dalmat. 3: 354 (1851).
- Ophrys virescens M.Philippe, Mém. Soc. Émul. Doubs, sér. 3, 4: 396 (1859).
- Ophrys litigiosa E.G.Camus, J. Bot. (Morot) 10: 3 (1896).
- Ophrys aranifera subsp. litigiosa (E.G.Camus) E.G.Camus, Monogr. Orchid.: 285 (1908).
- Ophrys aranifera subsp. tommasinii (Vis.) E.G.Camus in E.G.Camus, P.Bergon & A.A.Camus, Monogr. Orchid.: 289 (1908).
- Ophrys quadriloba (Rchb.f.) E.G.Camus in E.G.Camus, P.Bergon & A.A.Camus, Monogr. Orchid.: 295 (1908).
- Ophrys aranifera proles litigiosa (E.G.Camus) Rouy in G.Rouy & J.Foucaud, Fl. France 13: 115 (1912).
- Ophrys sphegodes var. pseudospeculum Schinz & Thell., Fl. Schweiz, ed. 3, 2: 72 (1914).
- Ophrys sphegodes subsp. litigiosa (E.G.Camus) Bech., Beitr. Pflanzengeogr. Nordschweiz: 46 (1925).
- Ophrys aranifera f. alsatica Soó, Repert. Spec. Nov. Regni Veg. 26: 279 (1929).
- Ophrys sphegodes subsp. pseudospeculum (Schinz & Thell.) Kelh., Fl. Kant. Schaffhausen 1: 92 (1949), nom. superfl.
- Ophrys sphegodes subsp. tommasinii (Vis.) Soó, Acta Bot. Acad. Sci. Hung. 16: 382 (1970 publ. 1971).
- Ophrys tommasinii subsp. litigiosa (E.G.Camus) Soó, Acta Bot. Acad. Sci. Hung. 18: 383 (1973), no basionym page.
- Ophrys argensonensis J.-C.Guérin & A.Merlet, Orchidophile (Deuil-la-Barre) 133: 173 (1998).
- Ophrys massiliensis Viglione & Véla, Orchidophile (Deuil-la-Barre) 125: 13 (1999).
- Ophrys illyrica S.Hertel & K.Hertel, J. Eur. Orch. 34: 512 (2002).
- Ophrys araneola subsp. illyrica (S.Hertel & K.Hertel) Kreutz, Kompend. Eur. Orchid.: 84 (2004).
- Ophrys araneola subsp. quadriloba (Rchb.f.) Kreutz, Kompend. Eur. Orchid.: 84 (2004).
- Ophrys araneola subsp. tommasinii (Vis.) Kreutz, Kompend. Eur. Orchid.: 84 (2004).
- Ophrys ausonia Devillers, Devillers-Tersch. & P.Delforge, Naturalistes Belges 85: 148 (2004).
- Ophrys incantata Devillers & Devillers-Tersch., Naturalistes Belges 85: 147 (2004).
- Ophrys sphegodes subsp. argensonensis (J.-C.Guérin & A.Merlet) Kreutz, Kompend. Eur. Orchid.: 115 (2004).
- Ophrys sphegodes subsp. massiliensis (Viglione & Véla) Kreutz, Kompend. Eur. Orchid.: 116 (2004).
- Ophrys araneola subsp. ausonia (Devillers, Devillers-Tersch. & P.Delforge) Kreutz, Ber. Arbeitskreis. Heimische Orchid. 24(1): 167 (2007).
- Ophrys araneola subsp. incantata (Devillers & Devillers-Tersch.) Kreutz, Ber. Arbeitskreis. Heimische Orchid. 24(1): 167 (2007).
- Ophrys aranifera subsp. massiliensis (Viglione & Véla) Véla, Candollea 62: 120 (2007).
- Ophrys maritima Pacifico & Soca, J. Eur. Orch. 43: 770 (2011).
- Ophrys sphegodes subsp. ausonia (Devillers, Devillers-Tersch. & P.Delforge) Biagioli & Grünanger, GIROS Orch. Spont. Eur. 58: 6 (2015).
- Ophrys sphegodes subsp. maritima (Pacifico & Soca) Kreutz, GIROS Orch. Spont. Eur. 58: 7 (2015).
- Ophrys suboccidentalis J.-P.Ring, J.-C.Querré & Y.Wilcox, Orchidophile (Deuil-la-Barre) 215: 385 (2017).
- Ophrys suboccidentalis subsp. olonae J.-P.Ring & Y.Wilcox, Orchidophile (Deuil-la-Barre) 215: 391 (2017).
- Ophrys kallaikia C.E.Hermos., Flora Montiber. 71: 134 (2018).